# Erik Koch
Erik Jon Koch, född 4 oktober 1988 i Cedar Rapids, är en amerikansk MMA-utövare som sedan 2011 tävlar i organisationen Ultimate Fighting Championship.